# ハインリヒ・ヘルマン・メーベス
ハインリヒ･ヘルマン･メーベス（Heinrich Hermann Mebes、1842年 - 1918年）は、ドイツの画家、アウトサイダー･アーティスト。ブランデンブルグ州オーバーハーフェル郡リーベンヴァルデ出身。
元々は時計職人であったが、その後統合失調症を発症し、1888年にベルリン近郊エーバースヴァルトの精神病施設に収容され、以後死ぬまでの30年間を同施設で暮らす。収容後11年後に絵の制作と著作を始めた。
メーベスは死の際、絵画に関する考察を伴う水彩画の描かれたノートを何冊か残している。
ハンス・プリンツホルンは、メーベスの神秘的な絵画とフィリップ・オットー・ルンゲの作品の類似性を指摘している。
日本のサイケデリックロックバンドゴーストが、アルバム『嵐の夜に』のジャケットカバーにメーベスの作品を採用した。